# کلوئه بولو
کلوئه بولو (فرانسوی: Chloé Bulleux‎؛ زادهٔ ۱۸ نوامبر ۱۹۹۱) بازیکن هندبال اهل فرانسه است.